# 091, policía al habla
091, policía al habla és una pel·lícula espanyola del gènere policíac estrenada el 1960 i dirigida per José María Forqué Galindo.

## Sinopsi
Un inspector de policia que fa el servei de patrulla nocturna d'urgència (el 091) és obsessionat per la mort de la seva filla atropellada per un cotxe que després va fugir. Quan els seus companys localitzen el vehicle va personalment a detenir al conductor.
- Adolfo Marsillach - Andrés Martín
- Tony Leblanc - Charles
- Susana Campos - Julia
- José Luis López Vázquez - Lorenzo Barea
- Manolo Gómez Bur - Bicho
- María Luisa Merlo -Teresa Jiménez
- Manuel Alexandre - Luciano
- Luis Peña - Julio
- Julia Gutiérrez Caba
- Gracita Morales

## Premis
Medalles del Cercle d'Escriptors Cinematogràfics
| Any  | Categoria              | Pel·lícula              | Resultat  |
| ---- | ---------------------- | ----------------------- | --------- |
| 1960 | Millor actor secundari | José Luis López Vázquez | Guanyador |

- Fotogramas de Plata al millor intèrpret de cinema espanyol de 1960: Adolfo Marsillach[3]